# Hasholme
Hasholme – osada w Anglii, w hrabstwie East Riding of Yorkshire. Leży 28 km na zachód od miasta Hull i 257 km na północ od Londynu. Hasholme stanowi część cywilnej parafii Holme-on-Spalding-Moor.